# تغموآ
تغموآ (به فرانسوی: Tramoyes) یک کمون در فرانسه است که در ان (اوورنی-رون-آلپ) واقع شده‌است. تغموآ ۱۲٫۹ کیلومتر مربع مساحت دارد ۳۰۰ متر بالاتر از سطح دریا واقع شده‌است.